# Minasteron minusculum
Minasteron minusculum är en spindelart som beskrevs av Baehr och Rudy Jocqué 2000. Minasteron minusculum ingår i släktet Minasteron och familjen Zodariidae.
Artens utbredningsområde är Western Australia. Inga underarter finns listade i Catalogue of Life.